# Mnogotochie
Mnogotochie (en ruso: Многоточие; traducido al castellano: "puntos suspensivos") fue una banda rusa de rap creada en 1998 en Moscú. Mnogotochie es uno de los grupos de rap más famosos de Rusia, a quienes los fanes y los críticos atribuyen el desarrollo en ese país de la música gangsta y el rap político. El autor de la mayoría de los textos fue Rustam Alautdinov "Rustaveli".
Durante su carrera, Mnogotochie lanzó cuatro álbumes de estudio. Poco antes de la desintegración del grupo, en 2006, formaron Dots Family, proyecto en el que algunos de los miembros de Mnogotochie continúan en la actualidad. En 1999, Mnogotochie participó en el Rap Music Festival de Rusia, aunque no obtuvo ningún galardón.

## Discografía

### Álbumes de estudio
Mnogotochie
- 2000 — Жизнь и Свобода (Zhiznʹ i Svoboda; Vida y la Libertad)
- 2002 — Атомы сознаниЯ (Atomy soznaniYA; Los átomos de la conciencia)
- 2003 — Неномерной[2] (Nenomernoy)
- 2007 — За бесконечность Времени (Za beskonechnostʹ Vremeni; Por la infinitud del tiempo)

#### Recopilatorios
- 2008 — Из бранного (Iz brannogo; A partir de la membrana)

Dots Family
- 2005 — Fuckt #1
- 2009 — Zombusiness
- 2011 — Зеркала (Zerkala; Espejos)